# Дом Феи Балабиной (Ростов-на-Дону)
Дом Феи Балабиной  — здание в Ростове-на-Дону по улице Шаумяна, 58. С 2004 года дом отнесился к выявленным объектам культурного наследия, с 2023 года — объект культурного наследия России регионального значения.

## История и описание
В доме по улице Шаумяна, 58, родилась и проживала до 1924 г. выдающаяся русская балерина Ф. И. Балабина. Дом в стиле эклектики, был построен в конце XIX — начало XX веков.
После 1920 года дом получил ранг муниципального жилья, пережил две войны.
На доме, в котором родилась балерина Фея Ивановна, висела памятная доска в её честь: «Здесь проживала выдающаяся балерина Фея Ивановна Балабина (1910—1982)».